# Guy Poitevin
Guy Poitevin (19. oktober 1927 - 2. december 2008) var en fransk fodboldspiller (forsvarer) og senere -træner.
Poitevin tilbragte sin klubkarriere hos henholdsvis Lille og Nice. I sin tid hos Nice var han med til at vinde både to mesterskaber og to pokaltitler.
Efter at have indstillet sin aktive karriere var Poitevin senere også træner for sin tidligere klub som aktiv, Lille.

## Titler
Ligue 1
- 1952 og 1956 med Nice

Coupe de France
- 1952 og 1954 med Nice